# Vierge allaitante du Mesnil-Aubry

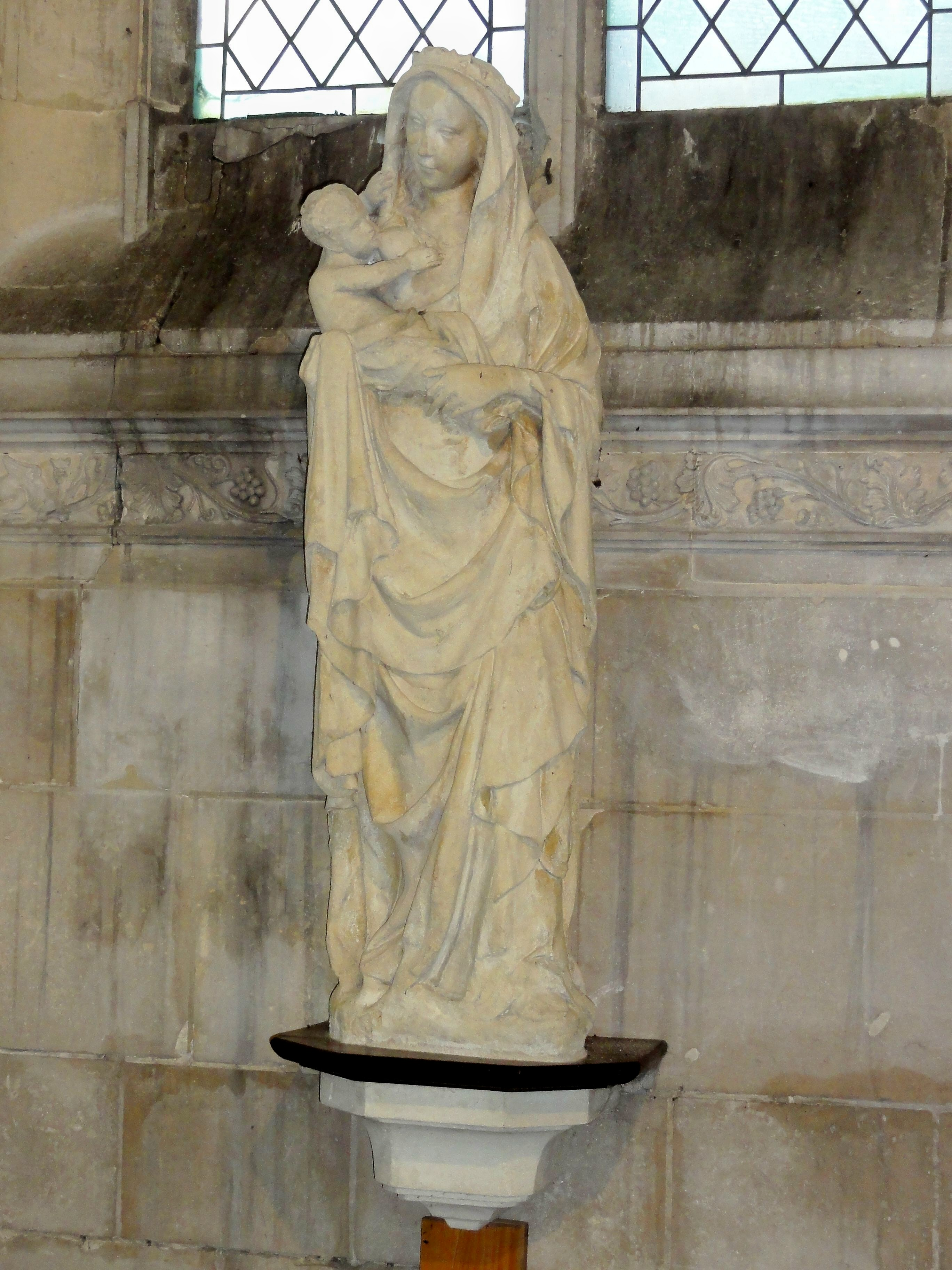
Statue de la Vierge allaitante

La Vierge allaitante (Virgo lactans) est une statue gothique située dans l'église de la Nativité-de-la-Vierge du Mesnil-Aubry. Elle a été classée aux monuments historiques en 1944.

## Description
La statue de pierre calcaire mesure 144 cm de hauteur, 43 cm de largeur et 33 cm d'épaisseur,. Elle a été réalisée à Paris entre 1400 et 1422. La Vierge se tient debout et tient l'Enfant Jésus qu'elle allaite sur le côté droit. Les plis du drapé sont complexes. Un long voile tombe de chaque côté, tandis que des plis horizontaux bordent le bas du manteau, exemple que l'on retrouve couramment au XIVe siècle. Les volutes superposées sur la jambe droite montrent quant à elles une évolution pleine de raffinement du gothique international.
Cette statue fort élégante a sans doute été commandée par Blanche de Popincourt, fille unique de Jean Ier de Popincourt, premier président du parlement de Paris ; elle avait fait l'acquisition des terres et des seigneuries du Mesnil-Aubry et de Luzarches grâce à sa dot pour ses noces en 1400 avec Thibault de Mézeray, futur général des finances. Devenue veuve, elle épouse Simon Morhier en secondes noces, maître de l'hôtel de la reine Isabeau, puis prévôt de Paris. Elle meurt en décembre 1422 et est inhumée dans l'église du Mesnil-Aubry. Sa pierre tombale y est encore visible.

## Expositions
Cette œuvre magistrale a été exposée en 1950 à Paris et en 2004 au musée du Louvre.